# Wanderer 1Sp

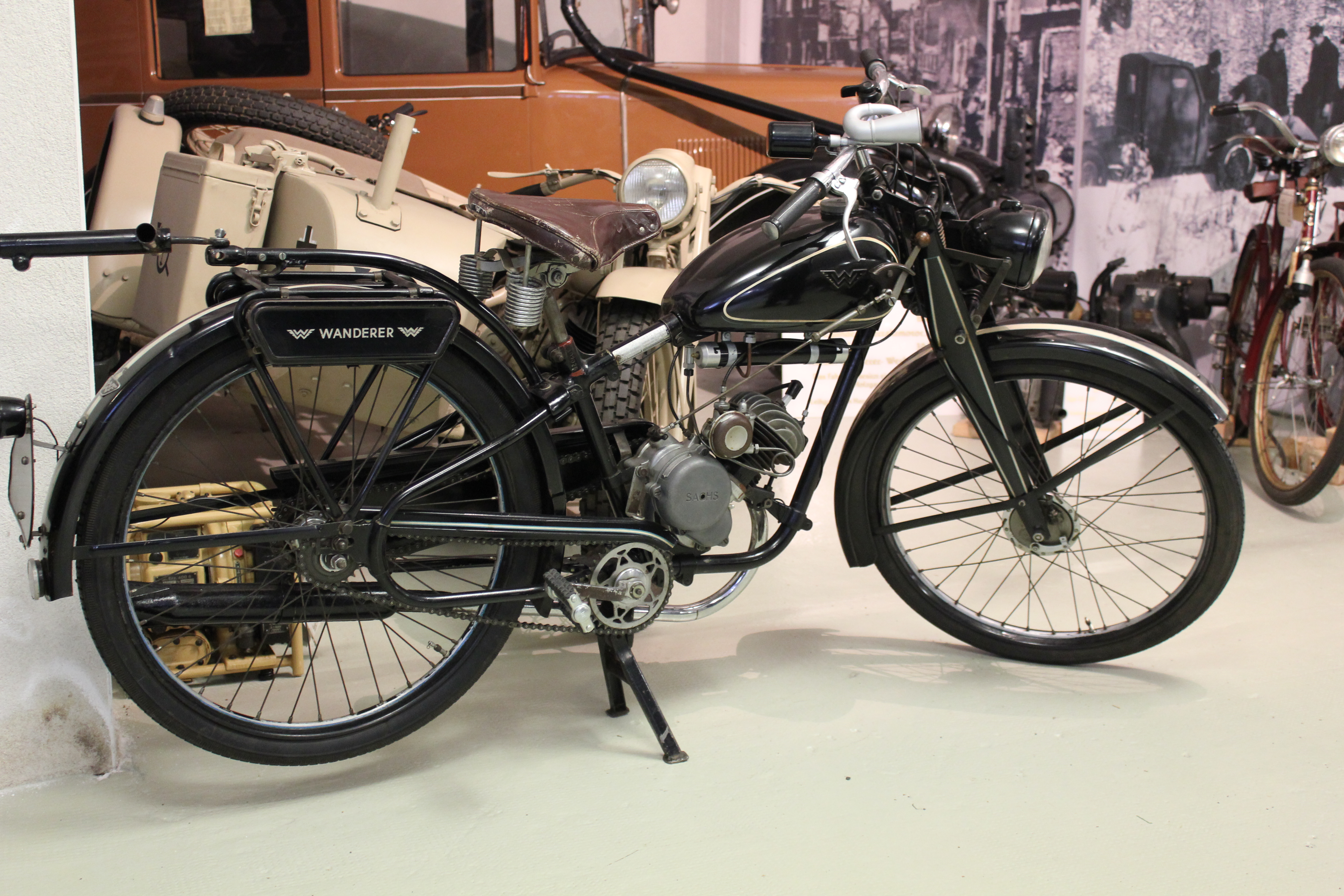
Мотоцикл Wanderer 1Sp оснащенный устройством для буксировки тележки, Museums für sächsische Fahrzeuge Chemnitz

Wanderer 1Sp (Sport) — лёгкий мотоцикл производства немецкой фирмы Wanderer.
Выпускался на заводе Wanderer Chemnitz-Schönau (г. Хемниц) с 1938 года, имел гражданское назначение, также был на вооружении Вермахта.
Известен как прототип первого советского легкого мотоцикла К1-Б выпускавшегося на Киевском мотоциклетном заводе.

## Описание конструкции
Мотоцикл оснащался одноцилиндровым двухтактным двигателем воздушного охлаждения с дефлекторной продувкой фирмы Fichtel & Sachs модель 98, рабочим объемом 97,7 куб. см, мощностью 2,3 л.с. при 3300 об / мин.
Картер двигателя и головка цилиндра отливались из алюминиевого сплава, цилиндр из чугуна. Коробка передач двухступенчатая с полусухим двухдисковым сцеплением. Мотор был оснащен маховиковым магнето, которое обеспечивало искровое зажигание и освещение фары и заднего фонаря (6-8 Вольт, 5 Вт). Отдельно для функции освещения без работающего двигателя была предусмотрена наборная гальваническая батарея.
Рама мотоцикла трубчатая, закрытого типа с кареткой для педалей велосипедного типа. Передняя вилка параллелограммный конструкции, с пружинным амортизатором  и фрикционными демпферами колебаний, заднее колесо без амортизации.
Wanderer 1Sp  был оснащен велосипедными педалями, которые были соединены цепной передачей с задним колесом и служили для запуска двигателя и торможения. Привод от мотора на заднее колесо реализовался роликовой цепью. Задняя ось была оснащена тормозной втулкой велосипедного типа Fichtel & Sachs «Торпедо». На переднем колесе была установлена втулка с тормозными колодками. 
Размер шин 26х2,25 дюймов.
Цепь педалей и двигателя прикрывались защитными щитками, мотоцикл оснащался откидной центральной подставкой и спидометром со счетчиком пробега.
Справа на топливном баке установлен рычаг переключения передач. Рычаг фиксировался в трех положениях: две передачи и нейтраль.
В 1946 году оборудования и технологическое оборудование завода Wanderer в Хемниц-Шонау было вывезено по репарации в Киев для развития мотоциклетного завода КМЗ. При содействии интернированных немецких специалистов завода Wanderer было налажено массовое производство легкого мотоцикла К1-Б —  копия модели «Wanderer-1Sp». Первый год производства на мотоцикл устанавливали двигатели которые производили в Германии (ГДР) бывшим заводом Fichtel & Sachs. Впоследствии было налажено собственное производство двигателя, копию двухскоростного мотора Sachs 98.

## Техническая характеристика мотоцикла Wanderer 1Sport[5]

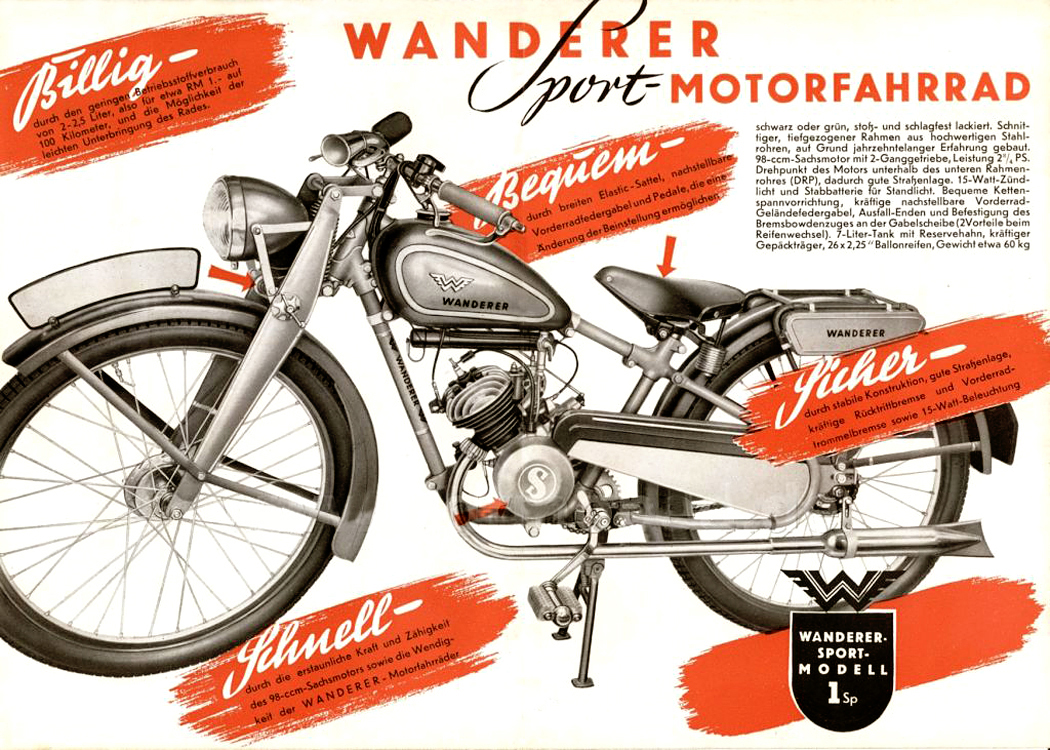
Рекламный плакат мотоцикла Wanderer 1Sport 1938 год

- Тип двигателя - двухтактный, одноцилиндровый Sachs 98
- Рабочий объем - 97,7 куб. см.
- Диаметр цилиндра - 48мм
- Ход поршня - 54 мм
- Степень сжатия - 5,4:1
- Мощность- 2,3 л.с. при 3300 об / мин.
- Сцепление - мокрое, двухдисковое
- Коробка передач - ручное переключение, 2 передачи
- Размер шин - 26 х 2,25 дюйм
- Длина - 2010 мм
- Ширина -655 мм
- Колесная база - 1275 мм
- Высота - 980 мм
- Сухая масса - около 60 кг
- Вместимость бензобака - 7 л
- Расход топлива - 2,5 л / 100 км
- Количество мест -1
- Максимальная скорость - 50 км / ч